# Macaubal
Macaubal is een gemeente in de Braziliaanse deelstaat São Paulo. De gemeente telt 7.672 inwoners (schatting 2009).